# Komszomolszkij (Mordvinföld)
Komszomolszkij (oroszul: Комсомольский) városi jellegű település Oroszországban, Mordvinföld Csamzinkai járásában.
Lakossága: 13 513 fő (a 2010. évi népszámláláskor).

## Fekvése
Mordvinföld keleti részén, Szaranszktól kb. 55 km-re, a Nuja folyó partján fekszik, Csamzinka járási székhelytől csupán 5 km-re északkeletre. Építőanyag-iparáról ismert település. Vasútállomás (Nuja, 2 km-re) a Szaranszk–Kazany vasúti fővonal Romodanovo (Krasznij Uzel állomás) és Kanas közötti szakaszán.

## Története
Az Alekszejevka falu közelében tervezett cementgyár építkezésén dolgozó munkások lakótelepeként keletkezett 1952-ben. A kiemelt beruházást az akkori szovjet időknek megfelelően a Komszomol (a pártirányítással működő ifjúsági szervezet) munkára mozgósító kampánya kísérte, erre utal a település neve. Napjainkban ez Mordvinföld egyik legnagyobb (harmadik legnagyobb) lélekszámú települése. Az ipari zóna a központtól 2 km-re északkeletre fekszik.

## Gazdasága
- A Mordovcement Oroszország európai részének egyik legnagyobb cementműve. Annak idején ez volt a Mordvin ASZSZK első nehézipari létesítménye.[3]
- Az azbesztcement termékek készítésére szakosodott helyi vállalatot 1960-ban alapították. Utóda, a LATO Rt 2006-ban fibrocement (rostos cement) panelek, homlokzatburkoló lapok gyártására állt át.[4]
- Vasbetonszerkezetek gyára.